# Pirkka Tapiola
Pirkka Tapiola (n.  ?) este un diplomat finlandez, numit șef al delegației Uniunii Europene în Republica Moldova la data de 4 aprilie 2013, înlocuindu-l pe Dirk Schuebel.  
A exercitat funcția de consilier în cadrul SEAE pe probleme de dezvoltare în Europa de Est și Asia Centrală. De asemenea, Tapiola a ocupat funcția de consilier superior la Consiliul Uniunii Europene, iar anterior a lucrat în calitate de diplomat finlandez în Ucraina și Thailanda.
Cunoaște fluent limbile finlandeză, engleză, germană, franceză, suedeză, rusă și ucraineană.